# Java Ocidental
Java Ocidental (Jawa Barat, em indonésio) é a província mais povoada da Indonésia, está localizada na ilha de Java. Sua capital é Bandung.
A província limita com Jacarta e Bantém, a oeste, e com Java Central, a leste. É banhada ao norte pelo mar de Java e ao sul, pelo oceano Índico. Diferentemente de quase todas as demais províncias indonésias, cujas capitais se encontram no litoral, a capital provincial de Bandung encontra-se numa região montanhosa.